# Val San Giacomo

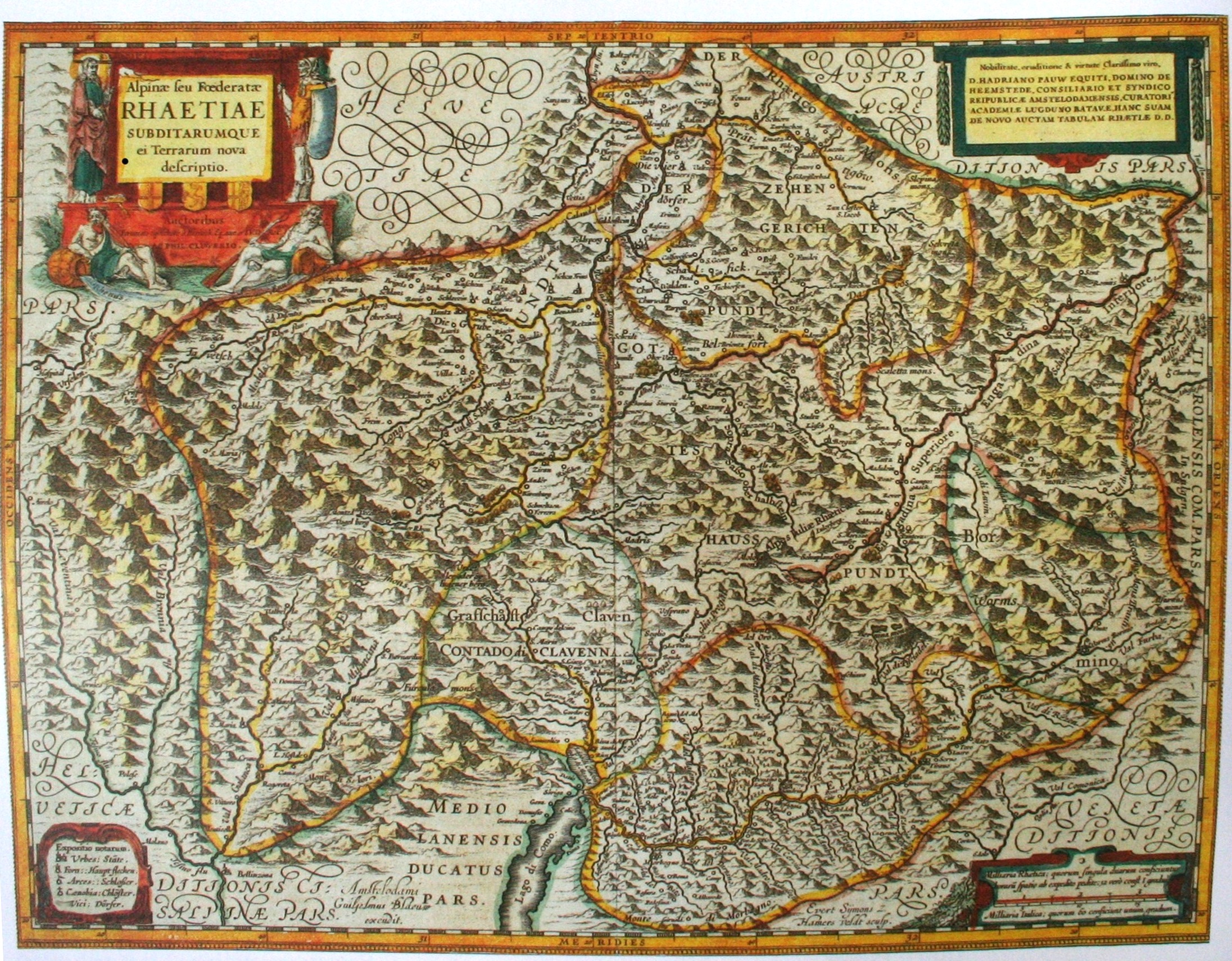
Karte der Drei Bünde mit Grafschaft Cleven von Fortunat Sprecher

Das Val San Giacomo (auch Valle Spluga oder im lokalen alpinlombardischen Dialekt  Val di Giüst, deutsch St. Jakobstal) ist ein Alpental und Teil der Provinz Sondrio in der Region Lombardei in Italien.

## Geographie
Es erstreckt sich über rund 25 Kilometer vom Splügenpass 2114 m s.l.m. bis Chiavenna 333 m s.l.m. Das Valchiavenna von Chiavenna bis zum Lago di Mezzola nördlich des Comersees bildet seine Fortsetzung. Die Nachbartäler sind im Westen das Misox und im Osten das Val di Lei.
Das Tal besteht aus den drei Gemeinden San Giacomo Filippo, Campodolcino und Isola (früher Isolato), heute eine Fraktion der Gemeinde Madesimo.
Es wurde von einem Gletscher gebildet und wird vom Fluss Liro durchflossen, der westlich Chiavenna in die Mera mündet. Der Liro durchfließt dabei drei Stauseen bzw. Staubecken, den Lago di Montespluga 1900 m s.l.m., den Lago di Isola 1239 m s.l.m. und den Lago di Prestone 1050 m s.l.m.
Topographisch trennt das Tal die West- und Ostalpen mit den Lepontinischen Alpen und der Tambogruppe im Westen von den Rätischen Alpen mit der Plattagruppe im Osten.
Die folgenden Berge umgeben das Tal:
- Pizzo Tambo 3279 m
- Piz Timun 3211 m
- Pizzo Stella 3163 m
- Piz di Pian 3158 m
- Pizzo Ferrè 3103 m
- Surettahorn 3027 m

## Geschichte
Das Tal bildet die Südrampe des Splügenpasses, der bereits zur Römerzeit bekannt war und heute als historischer Kultur- und Weitwanderweg Via Spluga durch die Cardinelloschlucht begangen werden kann. Es war als sechste Port zuständig für den Warenverkehr auf der Südrampe. Die Sust befand sich in Soste nördlich Isola.
Von 1512 bis 1797 war das Tal als Teil der Grafschaft Cleven Untertanenland der Drei Bünde. Es wurde 1797 Teil der Cisalpinischen Republik und teilte das Schicksal der Lombardei.
Die Passstraße wurde zwischen 1818 und 1822 von den in Mailand herrschenden Österreichern als so genannte Kommerzialstrasse für Wagen- und Postkutschenverkehr ausgebaut und war bis zum Bau des Gotthardtunnels eine wichtige Verbindung des Transitverkehrs.

## Bilder

Splügenpass, Blick nach Norden (N) ins Valle San Giacomo. Historisches Luftbild von Werner Friedli (1954)
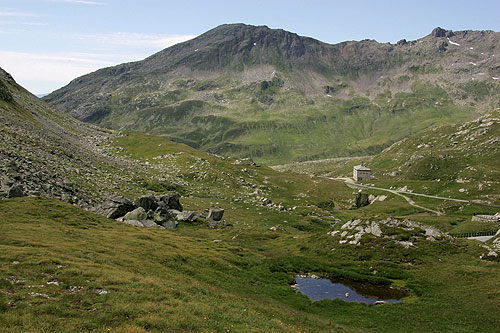
Oberes Val San Giacomo am Splügenpass
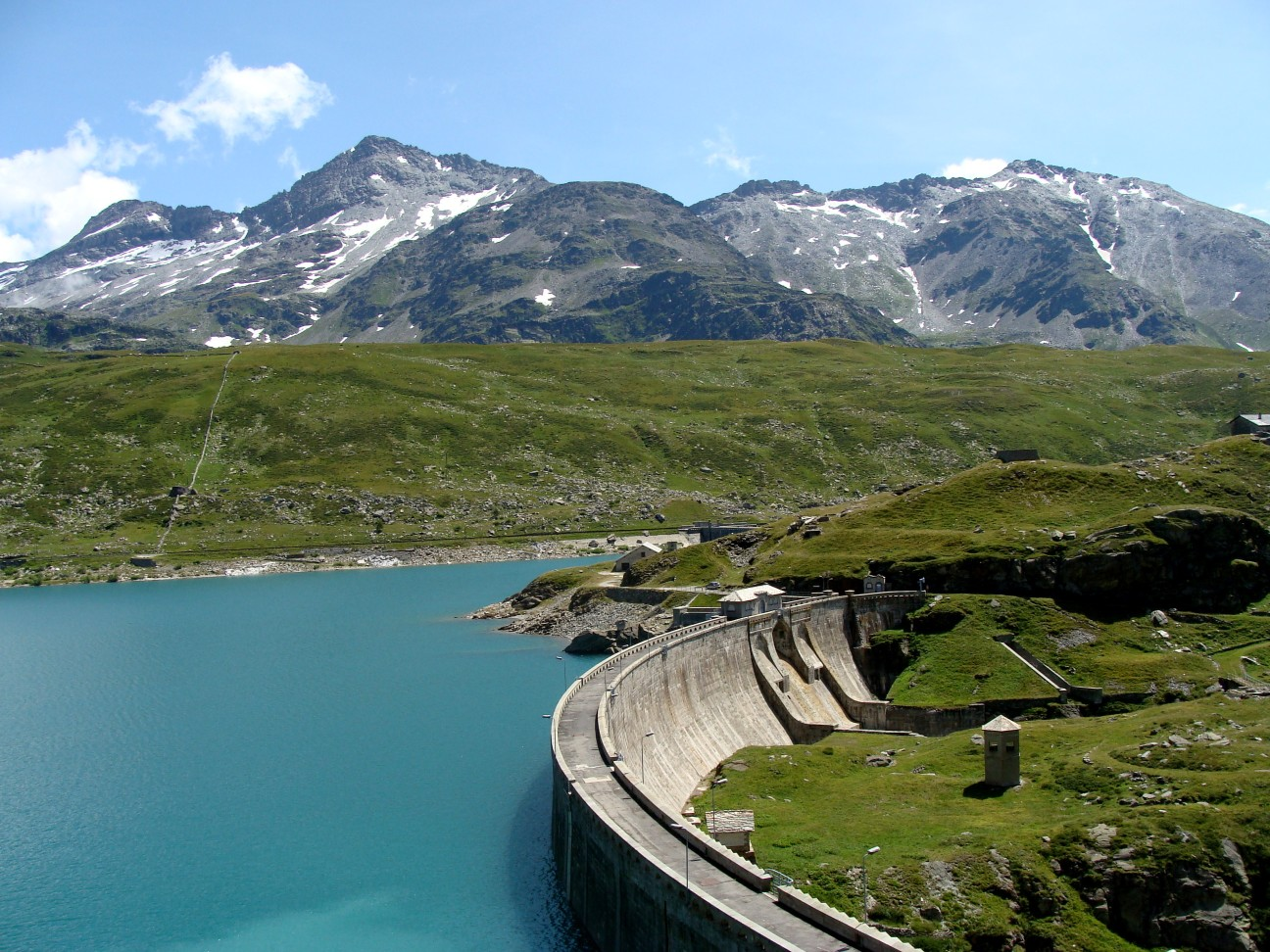
Staumauer des Lago Monte Spluga
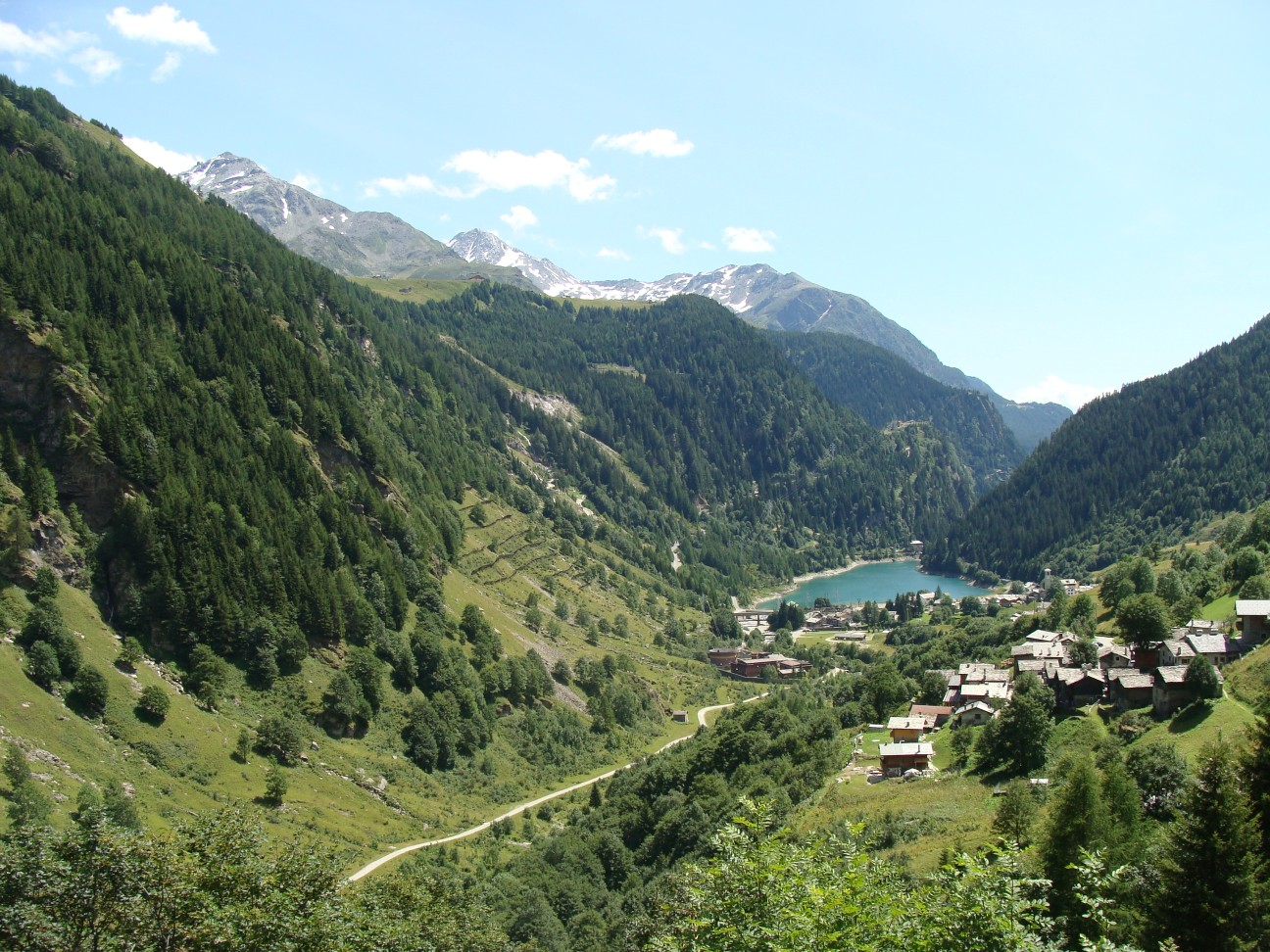
Val San Giacomo mit Lago di Isola
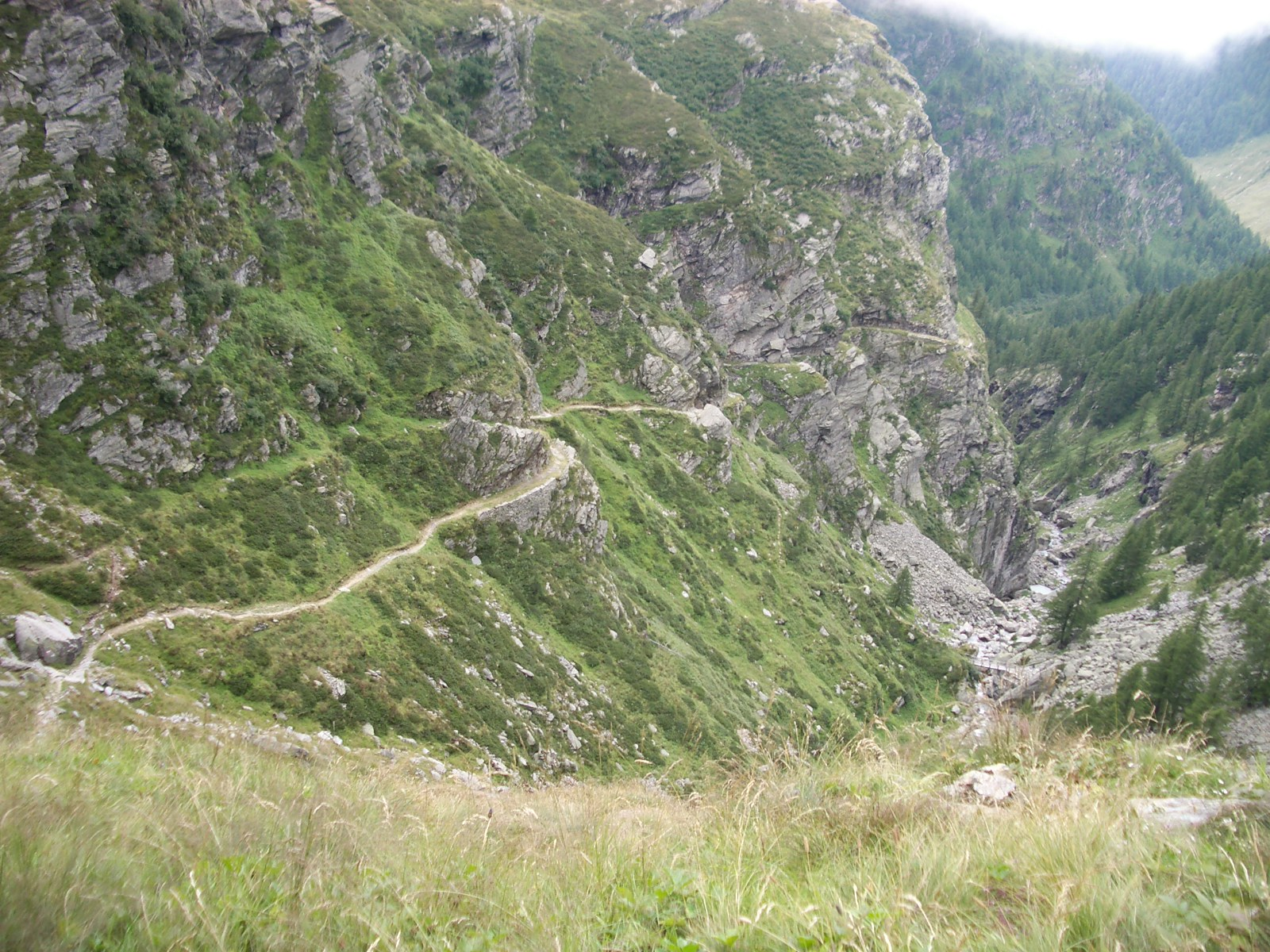
Cardinello-Schlucht
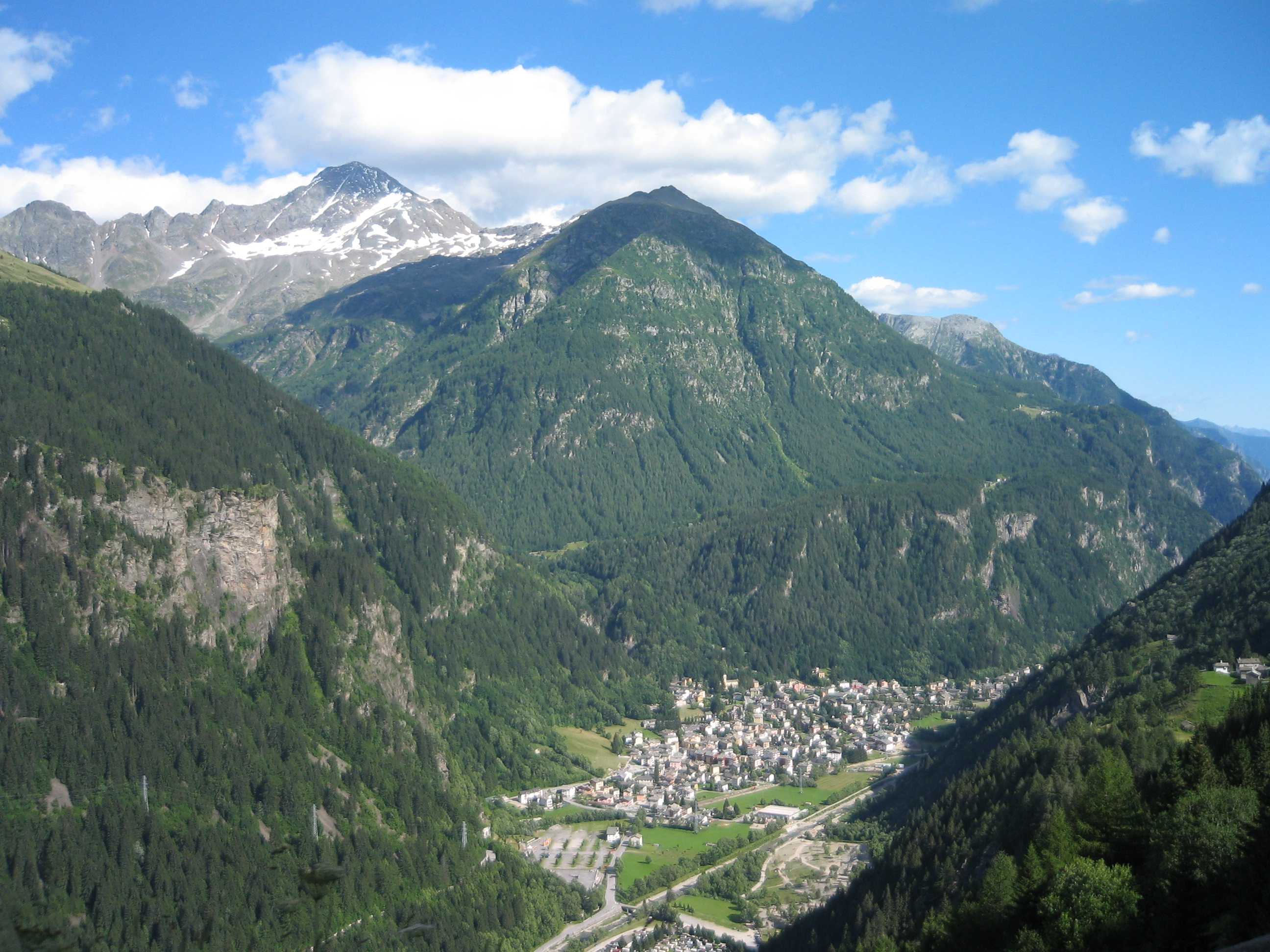
Campodolcino im Val San Giacomo
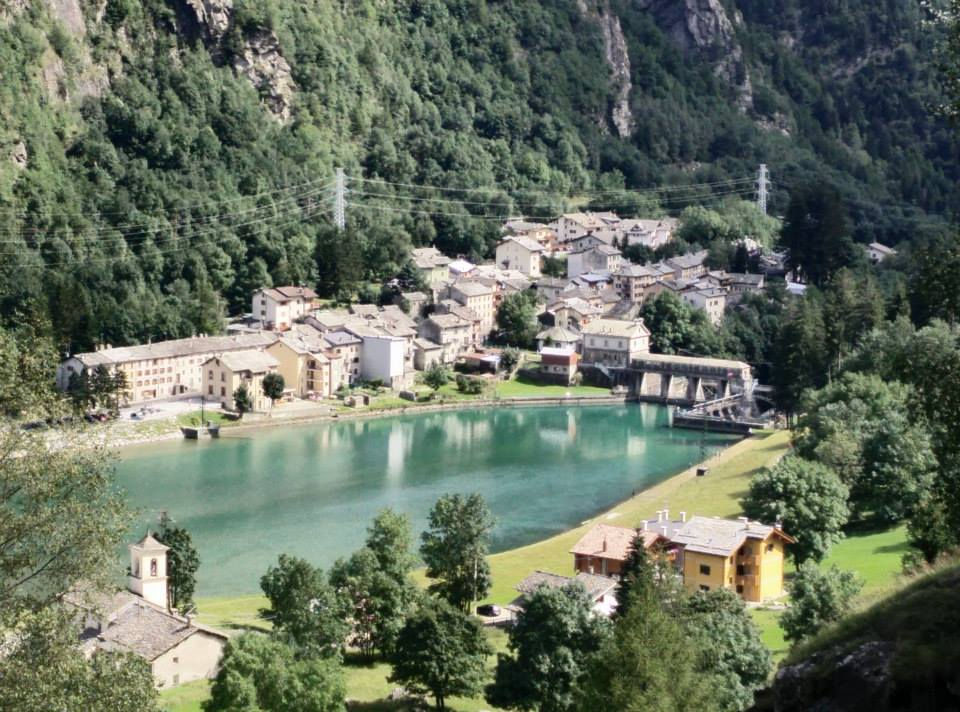
Prestone und Stausee Prestone